# On the Beach (Neil Young-album)
Az 1974-es On the Beach Neil Young ötödik nagylemeze. 2003. augusztus 19-én jelent meg HDCD kiadása. Szerepel az 1001 lemez, amit hallanod kell, mielőtt meghalsz című könyvben. 2020-ban Minden idők 500 legjobb albuma listán 311. helyen szerepelt.

## Az album dalai
| 1. | Walk On                   | Neil Young | 2:42 |
| 2. | See the Sky About to Rain | Neil Young | 5:02 |
| 3. | Revolution Blues          | Neil Young | 4:03 |
| 4. | For the Turnstiles        | Neil Young | 3:15 |
| 5. | Vampire Blues             | Neil Young | 4:14 |

| 1. | On the Beach    | Neil Young | 6:59 |
| 2. | Motion Pictures | Neil Young | 4:23 |
| 3. | Ambulance Blues | Neil Young | 8:56 |

## Közreműködők
- Neil Young – gitár (1, 3, 5, 6, 7, 8), ének, Wurlitzer elektromos zongora (2), bendzsó (4), szájharmonika (7, 8)
- Ben Keith – slide gitár (1), vokál (1, 4), steel gitár (2), dobro (4), Wurlitzer elektromos zongora (3), orgona (5), kézi dobok (6), basszusgitár (7, 8)
- Tim Drummond – basszusgitár (2, 5, 6), ütőhangszerek (5)
- Ralph Molina – dob (1, 5, 6), vokál (1), kézi dob (7, 8)

### További zenészek
- Billy Talbot – basszusgitár (1)
- Levon Helm – dob (2, 3)
- Joe Yankee – szájharmonika (2), elektromos csörgődob (8)
- David Crosby – gitár (3)
- Rick Danko – basszusgitár (3)
- George Whitsell – gitár (5)
- Graham Nash – Wurlitzer elektromos zongora (6)
- Rusty Kershaw – slide gitár (7), hegedű (8)

## Fordítás
- Ez a szócikk részben vagy egészben az On the Beach (Neil Young album) című angol Wikipédia-szócikk ezen változatának fordításán alapul.  Az eredeti cikk szerkesztőit annak laptörténete sorolja fel. Ez a jelzés csupán a megfogalmazás eredetét és a szerzői jogokat jelzi, nem szolgál a cikkben szereplő információk forrásmegjelöléseként.